# Noord Nederland Tour 2005
Il Noord Nederland Tour 2005, seconda edizione della corsa, valido come evento dell'UCI Europe Tour 2005 categoria 1.1, si svolse il 22 giugno 2005 su un percorso di circa 204,2 km. Fu vinto dall'olandese Stefan van Dijk, che terminò la gara in 4h 25' 07" alla media di 46,2 km/h.
Furono 62 in totale i ciclisti che tagliarono il traguardo.

## Ordine d'arrivo (Top 10)
| Pos. | Corridore           | Squadra       | Tempo    |
| ---- | ------------------- | ------------- | -------- |
| 1    | Stefan van Dijk     | Mr Bookmaker  | 4h25'07" |
| 2    | Steven de Jongh     | Rabobank      | s.t.     |
| 3    | Marco Bos           | Shimano       | s.t.     |
| 4    | Kenny van Hummel    | Eurogifts.com | s.t.     |
| 5    | Jos Lucassen        | Axa Cycling   | s.t.     |
| 6    | Roy Sentjens        | Rabobank      | s.t.     |
| 7    | Christoph Roodhooft | Mr Bookmaker  | s.t.     |
| 8    | Tom De Meyer        | Fondas        | s.t.     |
| 9    | Roy Curvers         | Eurogifts.com | s.t.     |
| 10   | Piet Rooijakkers    | Axa Cycling   | s.t.     |